# Wald Rabi' (huyện)
Huyện Wald Rabi' là một huyện thuộc tỉnh Al Bayda', Yemen. Đến thời điểm năm 2003, huyện này có dân số 19427 người